# Erlau (Sassonia)
Erlau è un comune di 3.505 abitanti della Sassonia, in Germania.
Appartiene al circondario (Landkreis) della Sassonia centrale (targa FG).

## Storia
Il 1º gennaio 1999 al comune di Erlau venne aggregato il comune di Milkau.